# AACTA International Awards 2012
La 1ª edizione della cerimonia degli AACTA International Awards si è tenuta alla Soho House di Los Angeles il 27 gennaio 2012. La cerimonia ha premiato i migliori film internazionali  usciti nel corso del 2011, e, in Australia, è stata trasmessa in diretta dal canale Nine Network.
Le nomination delle varie categorie sono state annunciate il 15 gennaio 2012 al Westin Hotel di Sydney, durante l'AACTA Awards Luncheon. A consegnare le statuette sono stati Russell Crowe (miglior attore protagonista), Bella Heathcote e Liam Hemsworth (miglior sceneggiatura), Nicole Kidman (miglior attrice protagonista), Phillip Noyce (miglior regista) e Geoffrey Rush (miglior film).

## Vincitori e candidati
Vengono di seguito indicati in grassetto i vincitori. Ove ricorrente e disponibile, viene indicato il titolo in lingua italiana e quello in lingua originale tra parentesi.

### Miglior film
- The Artist, regia di Michel Hazanavicius
- L'arte di vincere (Moneyball), regia di Bennett Miller
- ...e ora parliamo di Kevin (We Need to Talk About Kevin), regia di Lynne Ramsay
- Hugo Cabret (Hugo), regia di Martin Scorsese
- Le idi di marzo (The Ides of March), regia di George Clooney
- Margin Call, regia di J. C. Chandor
- Melancholia, regia di Lars von Trier
- Midnight in Paris, regia di Woody Allen
- Paradiso amaro (The Descendants), regia di Alexander Payne
- The Tree of Life, regia di Terrence Malick

### Miglior regista
- Michel Hazanavicius - The Artist
- Woody Allen - Midnight in Paris
- J. C. Chandor - Margin Call
- Terrence Malick - The Tree of Life
- Lynne Ramsay - ...e ora parliamo di Kevin (We Need to Talk About Kevin)
- Martin Scorsese - Hugo Cabret (Hugo)
- Lars von Trier - Melancholia
- Nicolas Winding Refn - Drive

### Miglior attore protagonista
- Jean Dujardin - The Artist
- George Clooney - Paradiso amaro (The Descendants)
- Leonardo DiCaprio - J. Edgar
- Michael Fassbender - Shame
- Ryan Gosling - Le idi di marzo (The Ides of March)
- Brad Pitt - L'arte di vincere (Moneyball)

### Miglior attrice protagonista
- Meryl Streep - The Iron Lady
- Glenn Close - Albert Nobbs
- Kirsten Dunst - Melancholia
- Tilda Swinton - ...e ora parliamo di Kevin (We Need to Talk About Kevin)
- Mia Wasikowska - Jane Eyre
- Michelle Williams - Marilyn (My Week with Marilyn)

### Miglior sceneggiatura
- J. C. Chandor - Margin Call
- George Clooney, Grant Heslov, Beau Willimon - Le idi di marzo (The Ides of March)
- Woody Allen - Midnight in Paris
- Michel Hazanavicius - The Artist
- Alexander Payne, Nat Faxon e Jim Rash - Paradiso amaro (The Descendants)
- Lynne Ramsay e Rory Kinnear - ...e ora parliamo di Kevin (We Need to Talk About Kevin)
- Lars von Trier - Melancholia
- Steven Zaillian, Aaron Sorkin e Stan Chervin - L'arte di vincere (Moneyball)

## Statistiche vittorie/candidature
Premi vinti/candidature:
- 3/4 - The Artist
- 1/1 - The Iron Lady
- 1/3 - Le idi di marzo
- 1/3 - Margin Call
- 0/4 - ...e ora parliamo di Kevin
- 0/4 - Melancholia
- 0/3 - L'arte di vincere
- 0/3 - Midnight in Paris
- 0/3 - Paradiso amaro
- 0/2 - Hugo Cabret
- 0/2 - The Tree of Life
- 0/1 - Albert Nobbs
- 0/1 - Drive
- 0/1 - Jane Eyre
- 0/1 - J. Edgar
- 0/1 - Marilyn
- 0/1 - Shame